# 古川車站
古川車站（日语：〔〕／〔〕 Furukawa eki */?）是一位於日本宮城縣大崎市古川車站前大通1丁目，由東日本旅客鐵道（JR東日本）所經營的鐵路車站。古川車站是JR東日本所屬的東北新幹線與地方交通線—陸羽東線的交會車站，因此是鄰近地區非常重要的交通樞紐。兩條路線在古川這裡以垂直方向交會，其中陸羽東線的在來線月台位於地面上，新幹線月台則是高架設計。在2002年之前，JR貨物原本在古川車站內也設有貨運專用車站，但在貨運站廢站之後改以古川貨櫃中心（古川コンテナセンター）取而代之，並在2006年時根據新的政策，將貨櫃中心改名為古川線外貨運站（古川オフレールステーション，或簡寫為「古川ORS」）。

## 歷史
- 1913年（大正2年）4月20日 - 以日本國有鐵道（日本國鐵）陸羽線（現陸羽東線）古川站之名啟用，屬一般車站。
- 1915年（大正4年）6月11日 - 改稱為陸前古川。
- 1974年（昭和49年）4月1日 - 開設綠色窗口。
- 1980年（昭和55年）11月1日 - 客運設施遷移至現址，重新使用古川站名稱。
- 1982年（昭和57年）6月23日 - 東北新幹線通車。
- 1984年（昭和59年）2月1日 - 停辦行李托運業務，開辦集裝箱運送業務。
- 1987年（昭和62年）4月1日 - 配合日本國鐵分割民營化，本站由JR東日本、JR貨物接手經營。
- 1996年（平成8年）3月16日 - 廢除定期貨運列車班次，改以公路貨運代替。
- 2002年（平成14年）4月1日 - JR貨物古川站被廢，由古川貨櫃中心（古川コンテナセンター）代替。
- 2006年（平成18年）4月1日 - 古川貨櫃中心改稱為古川線外貨運站（古川オフレールステーション）。
- 2010年（平成22年）2月24日 - 車站南口、中里口側新設電扶梯啟用（正面口、東口側已有電扶梯）。

## 停站路線
- 東日本旅客鐵道
  - 東北新幹線
  - 陸羽東線 （又暱稱為「奧之細道湯煙線」（奥の細道湯けむりライン））

## 車站構造
東北新幹線與陸羽東線的軌道在本站是以接近垂直的角度立體交差。其中，在來線的陸羽東線為島式月台1面2線的地面車站，由於月台的容量是根據1980年客運設施遷至目前位置時的需求決定，因此只有約8節車廂的長度。
至於新幹線月台的部分，是設置於3樓高度的高架車站。雖然構造上採用的是正中央夾著作為通過線用的本線之2面3線構造，但因13號月台並沒有鋪設軌道，因此實際上只有2面2線配置。

### 月台配置
| 月台   | 路線                     | 方向 | 目的地                               |
| ------ | ------------------------ | ---- | ------------------------------------ |
| 在來線 |                          |      |                                      |
| 1      | ■陸羽東線                | 上行 | 往小牛田方向                         |
| 2      | ■陸羽東線                | 下行 | 往鳴子溫泉、新方向                   |
| 2      | ■陸羽東線                | 上行 | 往小牛田方向（1日3班）               |
| 新幹線 |                          |      |                                      |
| 11     | 東北、秋田、北海道新幹線 | 下行 | 往盛岡、新青森、秋田、新函館北斗方向 |
| 12     | 東北、秋田、北海道新幹線 | 上行 | 往仙台、宇都宮、大宮、東京方向       |

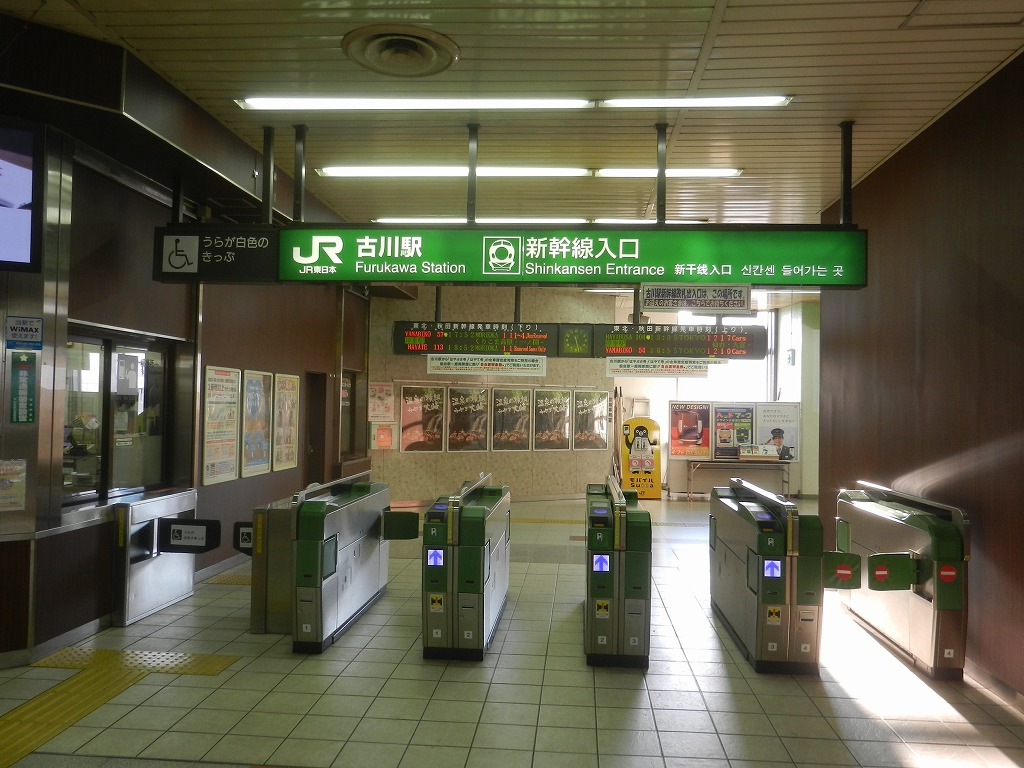
新幹線閘口
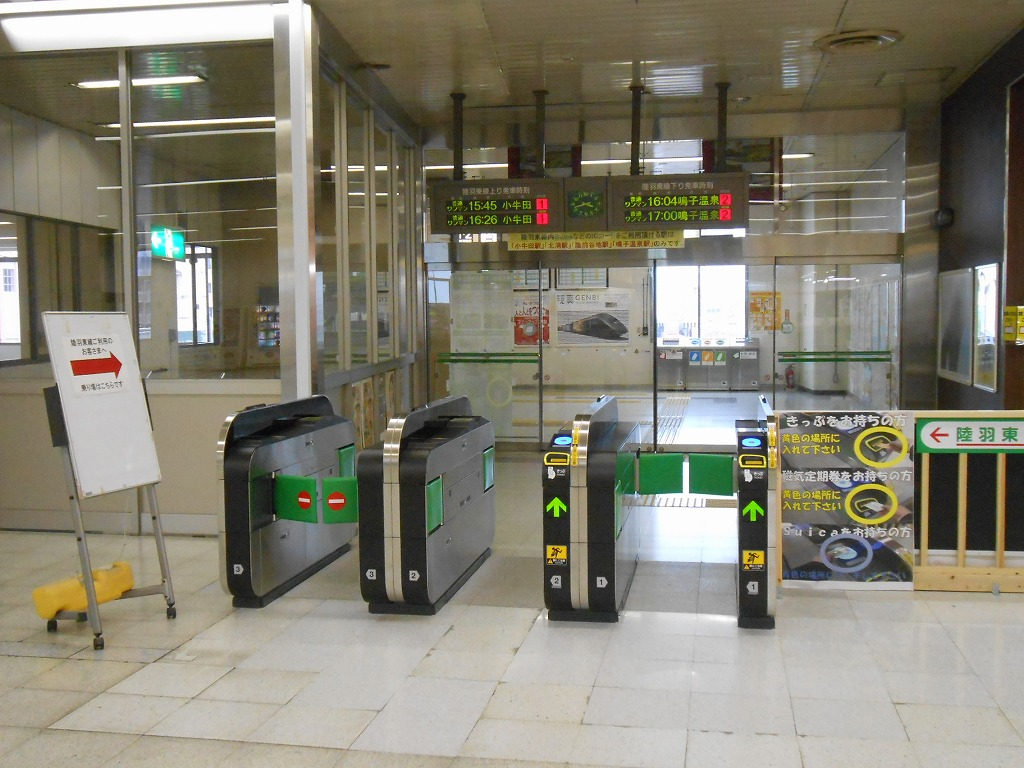
在来線閘口
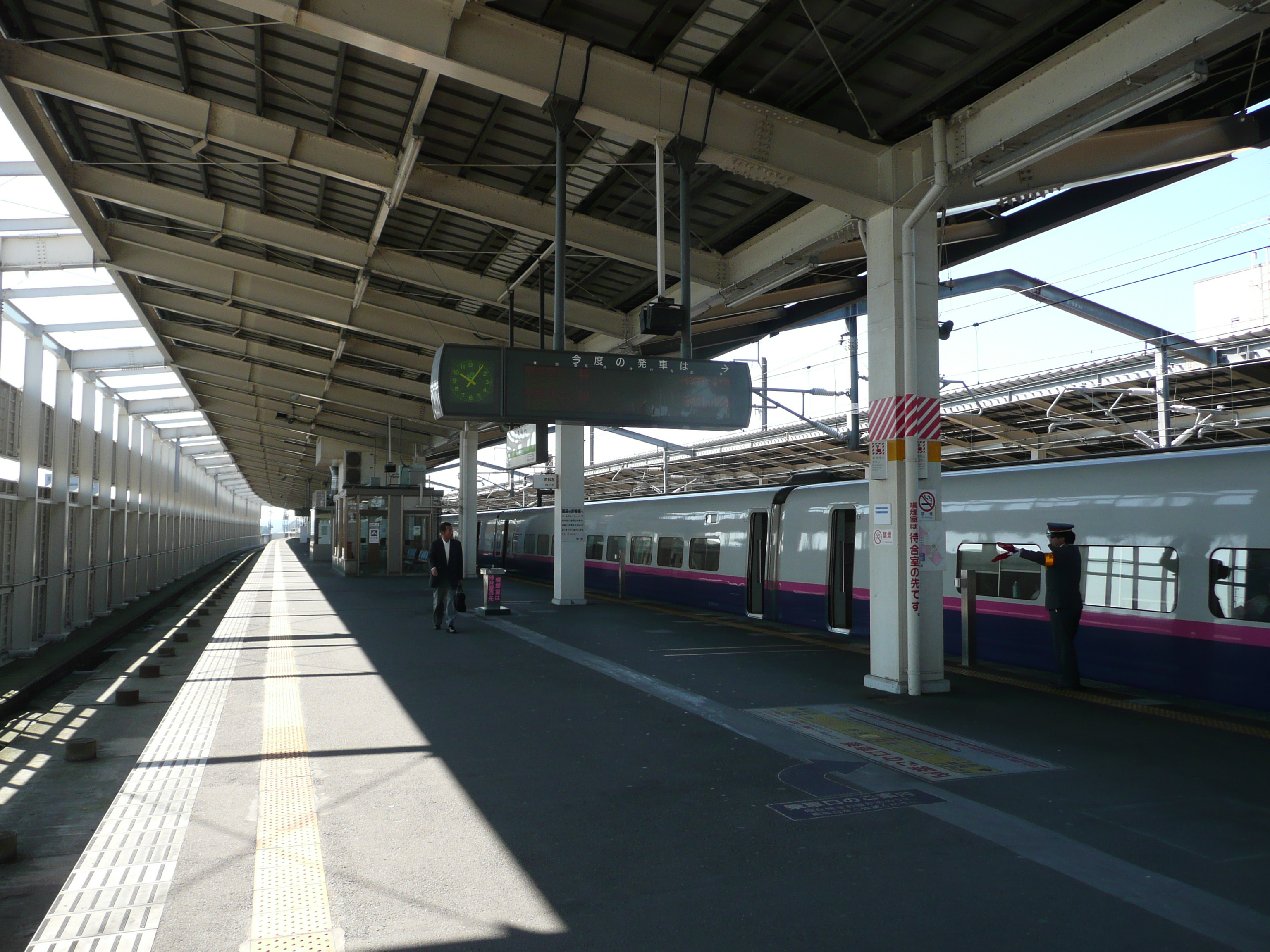
新幹線月台
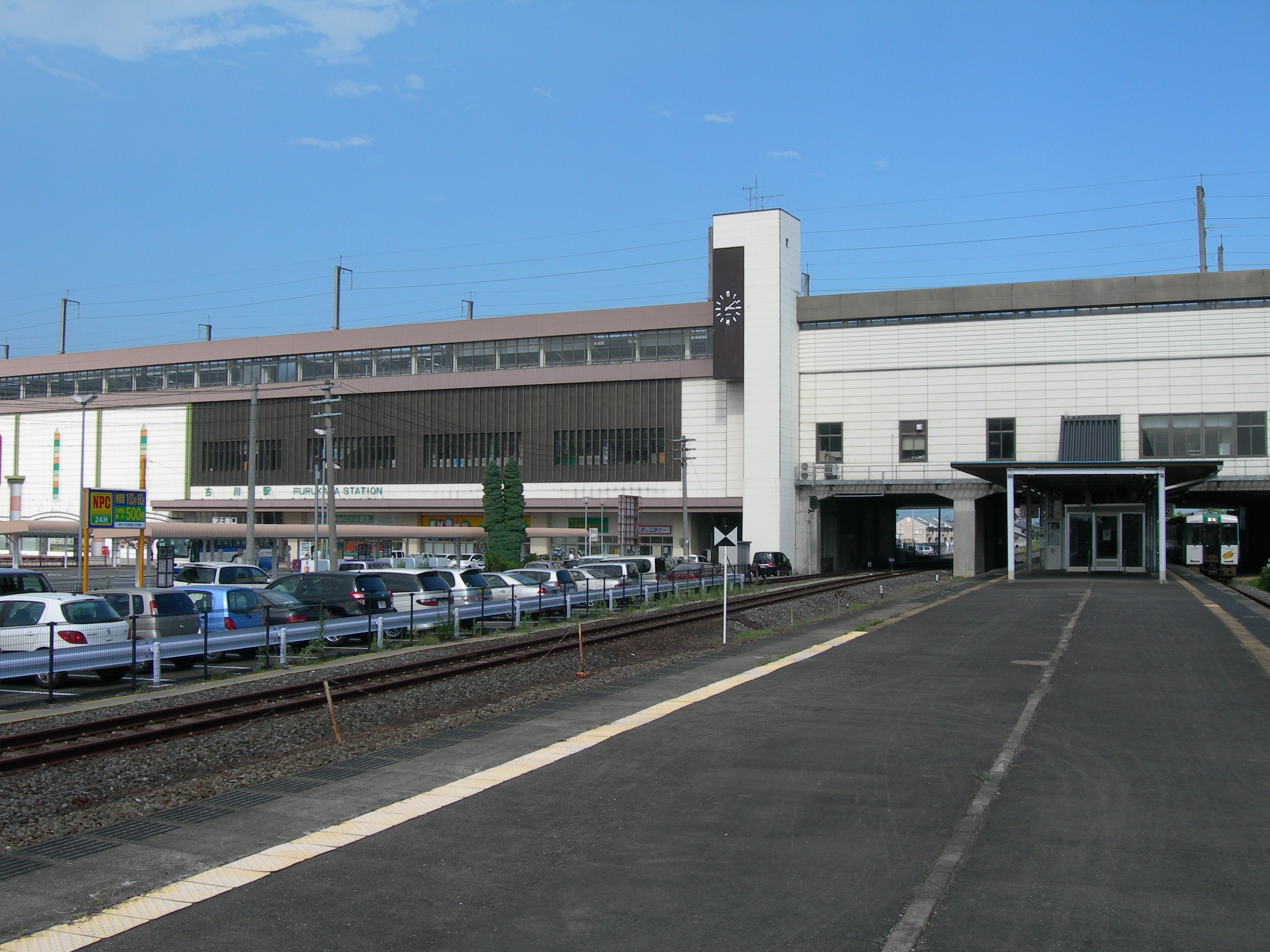
陸羽東線月台

## 營運情況
| 年度   | 每日平均 乘客人數 | 來源   |
| ------ | ----------------- | ------ |
| 2000年 | 6,153             | [ 4 ]  |
| 2001年 | 6,010             | [ 5 ]  |
| 2002年 | 5,696             | [ 6 ]  |
| 2003年 | 5,328             | [ 7 ]  |
| 2004年 | 5,102             | [ 8 ]  |
| 2005年 | 5,098             | [ 9 ]  |
| 2006年 | 5,011             | [ 10 ] |
| 2007年 | 5,010             | [ 11 ] |
| 2008年 | 4,826             | [ 12 ] |
| 2009年 | 4,554             | [ 13 ] |
| 2010年 | 4,403             | [ 14 ] |
| 2011年 | 4,339             | [ 15 ] |
| 2012年 | 4,764             | [ 16 ] |
| 2013年 | 4,964             | [ 17 ] |

## 相鄰車站
東日本旅客鐵道（JR東日本）
東北新幹線
仙台－古川－栗駒高原
■陸羽東線
陸前谷地－古川－塚目

## 外部連結
- JR東日本－古川車站（页面存档备份，存于）（日語）

38°34′14″N 140°58′4″E / 38.57056°N 140.96778°E